# ماریا نکولیتا
ماریا نکولیتا (به انگلیسی: Maria Neculiţă) ژیمناست زادهٔ ۳۰ مارس ۱۹۷۴ میلادی اهل کشور رومانی است.